# Porsche 911 GT2
La Porsche 911 GT2 est un véhicule à très hautes performances du constructeur allemand Porsche mis sur le marché en 1993 et commercialisé jusqu'à maintenant. Elle est basée sur la Porsche 911 Turbo, dont elle reprend la majorité des composants — à l'exception de la transmission intégrale — mais avec de nombreuses modifications, que ce soit au niveau moteur, châssis, freins ou aérodynamique. La GT2 est significativement plus légère grâce à sa transmission aux roues arrière uniquement, mais également par de nombreuses simplifications de l'équipement de confort afin de privilégier les performances. 
Le modèle a connu quatre générations : les types 993 (1993-1998), 996 (1999-2005), 997 (2007-2012) et 991 (2017-), et la GT2 a toujours été le modèle le plus performant de la gamme 911 si l'on excepte la GT1, produite en petite série. Elle est assemblée à Stuttgart, en Allemagne.

## Engagement en compétition
Elle a participé aux 24 Heures du Mans de 1995 à 1997.

## 911 Type 993
Apparue en 1995, la 911 GT2 (badgée 911 GT sur le pare-chocs arrière), est une version allégée et plus puissante de la Turbo, destinée avant tout à la compétition. Initialement produite avec 430 ch, elle affiche 450 ch en 1998 pour 1150 kg à vide.
Cette 993 est produite à seulement 195 exemplaires homologués pour la route dont 23 en pack clubsport. Le tout transmis aux seules roues arrière. Les jantes Speedline de 18 pouces en trois parties font appel au magnésium et l’habitacle reprend les baquets de la Carrera RS et son intérieur dépouillé. Même si la puissance de cette 911 pourrait faire sourire n’importe quel possesseur de 992 Carrera S actuelle, sa masse réduite de 440 kg par rapport à cette dernière associée à la violence de ses turbos en font une voiture à ne pas mettre entre toutes les mains. Près de 300 km/h en vitesse de pointe et un 0 à 100 km/h abattu en 4 secondes en font la 993 la plus performante de l’histoire. C’est surtout une voiture taillée pour la piste et nombreux sont les modèles qui ont participé aux différents championnats GT BPR et FIA à travers le monde C'est le modèle de 911 le plus chère de toutes les modèles en occasion.

## 911 Type 996
Dévoilée en 2001, après deux années d’absence au catalogue de la 996, la nouvelle version de la 911 GT2 subit une importante évolution du 3 600 cm3 bi-turbo puisqu'il est désormais, comme la Turbo, refroidi par eau. Cependant la GT2 passe en propulsion et deux places uniquement, elle pèse 100 kg de moins de la 996 Turbo et offre 42 chevaux de plus. Les trains roulant sont également diffèrent et reprennent ceux des GT3.
Sa carrosserie et son aérodynamique diffèrent sensiblement de la Turbo, avec une carrosserie modifiée avec un pare choc avant et un aileron arrière imposant. Elle est la première Porsche à recevoir les freins carbone céramiques PCCB en série. Conçue pour la route, la 996 GT2 développe initialement 462 ch avant d'évoluer en 483 ch en 2003 grâce à la phase 2. Certains modèles ont en option le pack Clubsport avec arceau, sièges baquet, extincteur… Ce modèle est produit à 1 287 exemplaires, ce qui en fait un véritable collector.

### Performances (2001)
- Vitesse maximale : 315 km/h[3]
- 400 m départ arrêté : 12,3 s
- 1 000 m départ arrêté : 21,9 s (400-1 000 m : 9,6 s)
- 0-80 km/h : 3,1 s
- 0-100 km/h : 4,1 s
- 0-120 km/h : 5,7 s
- 0-130 km/h : 6,2 s
- 0-140 km/h : 6,9 s
- 0-160 km/h : 8,3 s
- 0-180 km/h : 10,5 s
- 0-200 km/h : 12,8 s
- 0-300 km/h : 37,8 s

### Performances (2003)
- Vitesse maximale : 319 km/h[4]
- 400 m départ arrêté : 11,3 s
- 1 000 m départ arrêté : 21,5 s (400-1 000 m : 10,2 s)
- 0-80 km/h : 3,0 s
- 0-100 km/h : 3,9 s
- 0-120 km/h : 5,2 s
- 0-130 km/h : 6,1 s
- 0-140 km/h : 6,4 s
- 0-160 km/h : 8,2 s
- 0-180 km/h : 9,9 s
- 0-200 km/h : 12,1 s
- 0-300 km/h : 33,2 s

## 911 Type 997

### 997 GT2
Dévoilée en 2007, après une nouvelle absence de deux ans au catalogue, cette évolution reprend les codes esthétiques et aérodynamiques de la génération 996 GT2 : aileron arrière imposant incluant des écopes d'alimentation en air forcé de l'admission, modification sensible de la face avant de la turbo. Le Flat-6 de 3 600 cm3 évolue du côté des turbo-chargeurs à géométrie variable pilotée électroniquement. La puissance s'établit désormais à 530 ch. Ce modèle est produit à 3 169 exemplaires, auxquels il faut ajouter 500 versions GT2 RS .
- Moteur : Flat-6 double turbo de 3,6 L développant 530 ch à  6 500 tr/min
- Transmission : boîte manuelle à six rapports

#### Dimensions
- Longueur : 4 469 mm
- Largeur : 1 852 mm
- Hauteur : 1 285 mm
- Empattement : 2 350 mm
- Poids : 1 440 kg

#### Performances
- Vitesse maximale : 330 km/h[6]
- 0-100 km/h : 3,7 s
- 0-160 km/h : 7,3 s
- 0-200 km/h : 10,9 s
- 0-300 km/h : 33 s
- 1 000 m départ arrêté : 20,7 s

### 997 GT2 RS
La Porsche 997 GT2 RS est une version allégée et vitaminée de la Porsche 997 GT2, dévoilée le 12 mai 2010. Elle se distingue de la Porsche 911 GT2 par ses éléments noir mat en fibre de carbone, un passage de roues élargi à l'avant, des jantes dessinées spécialement pour elle en alliage léger ainsi que des spoilers avant et arrière redessinées. Les portières portent le sigle « GT2 RS ». La production de ce modèle a été limitée à 500 exemplaires.

#### Caractéristiques
La 911 GT2 RS est équipée d'un moteur de type boxer refroidi par eau de six cylindres dotés de quatre soupapes chacun et de turbines à géométrie variable. D'une cylindrée de 3 600 cm3, il développe 620 ch (456 kW) au régime de 6 500 tr/min. Le couple maximal s'affiche à 700 Nm à 2 250 tr/min.
Ses dimensions sont les mêmes que celles de la 997 mais avec un poids à vide de 1 370 kg, la RS pèse 70 kg de moins. Avec les 620 ch de son moteur, le rapport poids/puissance de la voiture est de 2,21 kg/ch.

#### Performances
- Vitesse maximale : 330 km/h
- 0-100 km/h : 3,5 s
- 0-160 km/h : 6,8 s
- 0-200 km/h : 9,8 s
- 0-300 km/h : 28,9 s
- Reprise 80 à 120 km/h, en 5e rapport : 4,0 s

## 911 Type 991

### 991 GT2 RS
Annoncée au festival de vitesse de Goodwood en Angleterre, la Porsche 991 GT2 RS est présentée lors de l'édition 2017 du salon de Francfort 2017 en septembre. Elle est dévoilée pour l'annonce du jeu Forza Motorsport 7 lors de la conférence Xbox par Microsoft pendant l'E3 2017 à Los Angeles, en juin 2017.
Elle reprend le moteur Flat-6 3,8 L bi-turbo de la 911 Turbo S (580 ch) gonflé par Porsche à 700 ch à 7 000 tr/min pour un couple de 750 Nm disponible dès 2 500 tr/min. Il s'agit, à ce jour[Quand ?], de la 911 la plus puissante et la plus performante produite en série par Porsche. Elle revendique 340 km/h et exécute le 0 à 100 km/h en 2,8 s pour un tarif de 289 175 euros[Où ?][Quand ?].
Le même mois de septembre, elle devient la voiture de série la plus rapide sur le circuit du Nürburgring, en bouclant un tour de la boucle nord du Nürburgring de 20,6 kilomètres en 6 min 47 s 3, devançant alors l'ancienne détentrice du record la Lamborghini Huracán Performante.

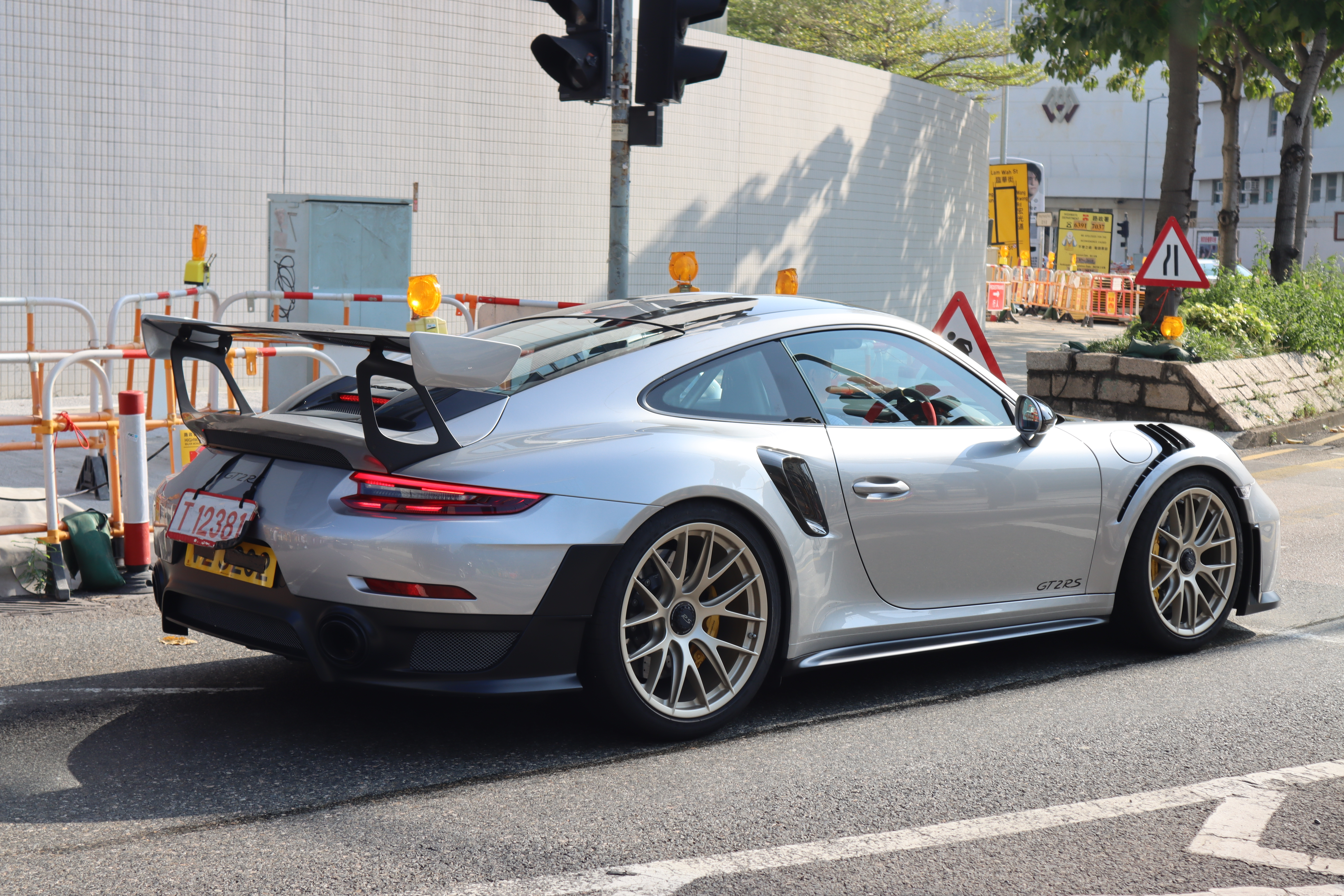
Porsche 991 GT2 RS.

### 991 GT2 RS Clubsport
Il s'agit de la version « course » de la 991 GT2 RS. Produite en 200 exemplaires, elle développe 700 ch. Voiture de circuit, monoplace, et proche de la série, elle n'est pas homologuée pour la route.

### 991 GT2 RS Clubsport 25
La GT2 RS Clubsport 25 est une édition limitée à 30 exemplaires et non homologuée pour la route, vendue 525 000 € hors taxes en 2021. Elle célèbre les 25 ans du préparateur Manthey Racing, partenaire officiel de Porsche.